# Sandy Bull
Alexander Sandy Bull (Nueva York, 25 de febrero de 1941 - Nashville, 11 de abril de 2001) fue un músico estadounidense de música folk, que estuvo activo desde finales de 1950 hasta su muerte.
Fue el único hijo de Harry A. Bull (editor en jefe de la revista Town & Country) y de Daphne van Beuren Bayne (1916-2002), rica heredera de un banquero, de Nueva Jersey, que se hizo conocida como arpista de jazz bajo el seudónimo Daphne Hellman. Sus padres se divorciaron en 1941, poco después de su nacimiento.
Sandy Bull fue un compositor e intérprete consumado de muchos instrumentos de cuerda, como guitarra, guitarra pedal steel, banjo y oud. Durante el renacimiento del folk en los años sesenta, su música combinó instrumentos no occidentales. Sus discos presentan a menudo un repertorio ecléctico, incluyendo extensas improvisaciones modales en oud.
En su primer álbum grabó un arreglo de Cármina Burana (composición de Carl Orff) para banjo de 5 cuerdas. Otras de sus fusiones musicales incluyen la adaptación de Manhã de Carnaval (de Luiz Bonfá), una larga variación de Memphis Tennessee (de Chuck Berry), y composiciones derivadas de obras de Johann Sebastian Bach y Roebuck Staples.
Como una manera de acompañarse instrumentalmente, Bull utilizaba la sobregrabación. También lo hacía en vivo, para tocar como solista, como se muestra en el documental Still Valentine's Day, 1969: Live At the Matrix, San Francisco.
Con la guitarra y el banjo, Bull tocaba principalmente con estilo finger-picking. Su estilo ha sido comparado con el de John Fahey y Robbie Basho (de la discográfica Takoma, en los años sesenta. El guitarrista Thomas Guthrie atribuye a Sandy Bull como una gran influencia en su carrera como intérprete.

## Vida personal
Sandy Bull luchó contra su adicción a las drogas durante muchos años, que afectó seriamente a su rendimiento. En 1974, después de completar un programa de rehabilitación, comenzó a actuar de nuevo. Para entonces ya se había trasladado a San Francisco, donde compartía su casa y su local de ensayo con el cantante de folk Billy Roberts, el compositor de la canción de Jimi Hendrix, Hey Joe.
El 2 de mayo de 1976 abrió un concierto de Santana en el Berkeley Community Theater, donde actuó con su grabadora de 4 pistas con los instrumentos de acompañamiento.
Bull se mudó a Florida y luego Nashville, donde construyó un estudio de grabación y formó una familia. Fue amigo de muchos músicos prominentes de Nashville y en los años noventa grabó varios discos para la empresa discográfica Timeless Recording Society. También tocó el oud en el álbum de Sam Phillips, Cruel Inventions (1991).
Bull murió de cáncer de pulmón el 11 de abril de 2001, en su casa cerca de Nashville (Tennessee).
Por el segundo matrimonio de su madre con el escritor Geoffrey T. Hellman (del diario The New Yorker), Bull tenía una media hermana, la sitarista Daisy Hellman Paradis y un medio hermano adoptado, Digger St. John.